# MAZ-537
Il MAZ-537 è un veicolo per il trasporto di carri armati prodotto dalla Minsky Avtomobilny Zavod (in russo Минский Aвтомобильный Завод) dal 1959 fino al 1965 e dalla Kurganski Sawod Koljosnych Tjagatschei - in russo Курганский завод колесных тягачей - Fabbrica di trattori ruotati di Kurgan) dal 1963 fino alla fine della produzione avvenuta nel 1990. La versione iniziale era stata progettata per il trasporto di carichi fino a 50 t utilizzando rimorchi quali il ChZAP-9990 o il ChZAP-5254G. Le versioni successive potevano arrivare a trainare un carico di 65 t.
La cabina metallica del veicolo poteva ospitare il conducente e tre passeggeri. Disponeva di porte sui lati e di un portello sul tetto. Era dotata anche di un sistema di riscaldamento autonomo rispetto al funzionamento del motore. La versione modificata MAZ-537G era caratterizzata dall'aggiunta di un verricello, con una capacità di 15 t e con un cavo di 100 m di lunghezza, che facilitava le operazioni di carico e scarico e permetteva al MAZ-537 di liberarsi se rimaneva bloccato attraversando terreni soffici o fangosi.
Il motore era il D-12A-525A diesel V12 che era stato montato dietro alla cabina e disponeva di un sistema di preriscaldamento che permetteva l'accensione in climi freddi. La trasmissione era del tipo idrodinamico e trasferiva la potenza ai due assi anteriori per mezzo di un convertitore di coppia. Il cambio era a tre marce. Il veicolo disponeva anche dello sterzo assistito.
Il MAZ-537 è stato usato estesamente sia come veicolo militare quale veicolo per il trasporto di carri, missili balistici o aerei sia come trattore pesante per il trasporto di carichi in modo particolare nei campi di estrazione del gas o del petrolio.

## Versioni
- MAZ-537 - Era la versione base sviluppata dal MAZ-535 che è stata prodotta in serie dalla MAZ dal 1960. Alla fine del 1963, la produzione venne trasferita a Kurgan alla Uralselmasch che dal 1966 diventerà la KZKT
- MAZ-537A - Introdotta nel 1964 era una versione rivista del veicolo. Rispetto ad altre varianti non montava il sistema di traino mentre al suo posto era presente un cassone che poteva contenere fino a 15 tonnellate di zavorra. Il peso totale del veicolo era passato a 37,5 tonnellate mentre il carico consentito del rimorchio era di 75 tonnellate
- MAZ-537B - Prototipo realizzato nel 1961 quale veicolo per il trasporto di missili balistici a medio raggio. Mai prodotto in serie
- MAZ-537W - Costruito nel 1963 e progettato per il trasporto del velivolo da ricognizione senza pilota Tupolev Tu-123
- MAZ-537G - La versione più utilizzata[2]. Era dotata di un verricello per il carico e lo scarico dal rimorchio. Il verricello era stato montato dietro al motore
- MAZ-537D - Versione costruita a partire dal 1964 e dotato di un generatore elettrico ausiliario dalla potenza da 75 kW. Con questo generatore si alimentavano i sistemi d'arma installati sui semirimorchi
- MAZ-537E - Modello dotato di una presa di forza aggiuntiva, per il resto identico al MAZ-537W
- MAZ-537K - Versione autogrù usata per caricare missili. La gru mobile aveva una capacità di carico di 16 tonnellate. I primi prototipi risalgono al 1965, il numero di veicoli costruiti non è noto
- MAZ-537T - Prototipo di fine anni 1960 della versione pensata per l'esportazione in paesi tropicali
- MAZ-537L - Conosciuto anche come KZKT-537L. Veicolo per il traino dei velivoli sui quali era stato montato un cambio appositamente adattato. Il veicolo era in grado di spostare aeroplani fino a 200 tonnellate. Era dotato anche di una piattaforma con una zavorra per aumentare la trazione. Venne realizzato nel 1976
- MAZ-537P - Versione modernizzata del MAZ-537A, dotata di pianale e telone.
- MAZ-537R - Versione utilizzata in combinazione con rimorchi speciali per il trasporto di sezioni delle tubazioni usate nell'industria estrattiva effettuata in terreni difficili. Questa versione è stata prodotta in piccoli numeri e usata raramente
- MAZ-537M - Veicoli modernizzati degli anni 1980 dotandoli del nuovo motore Diesel V12 tipo JaMZ-240.
- MAZ-537V - Versione speciale dotata di una ralla che, per l'utilizzo di un rimorchio particolare, era stata spostata indietro di 345 mm. Venne realizzata in pochi esemplari che vennero utilizzati per il trasporto dei container per i missili strategici UR-100 e 5V61. Per questa versione il carico utile era stato ridotto a 7 t dalle 18 t standard[1]
- KET-T - Veicolo pesante da recupero realizzato sul telaio del MAZ-537.